# Gonçalves (Minas Gerais)
Pour les articles homonymes, voir Gonçalves.
Gonçalves est une municipalité brésilienne de l'État du Minas Gerais et la microrégion de Pouso Alegre.